# Volkswagen Slovakia
Volkswagen Slovakia, a.s. je největší automobilová společnost na Slovensku se závody v Bratislavě v Devínské Nové Vsi, v Martině a v Košicích. Bratislavský závod Volkswagen Slovakia je unikátem ve světovém měřítku, protože se tu jako v jediném automobilovém závodě na světě vyráběly v jeden moment „pod jednou střechou“ vozy pěti značek (Volkswagen, Audi, Porsche, Škoda, SEAT). Většina modelů z bratislavské produkce se nikde jinde nevyrábí. Z Bratislavy se exportují do 148 zemí světa. Volkswagen Slovakia je zároveň největší firmou z hlediska obratu na Slovensku. V roce 2011 dosáhl tržeb 5,2 miliardy eur a na exportu Slovenska se podílel přibližně 9,2 %. Byl tak největším slovenským exportérem. Za dobu svého působení firma proinvestovala více než 2,1 miliardy eur. Zaměstnává více než 8 400 lidí.

## Historie
Volkswagen působí na území Slovenska od roku 1991, kdy se Volkswagen rozhodl rozšířít své pole působnosti do tehdejší ČSFR zapojením se do státem organizované mezinárodní soutěže o vytvoření společného podniku se státním podnikem Bratislavské automobilové závody, v níž soutěžil s General Motors a Renault. Jako vítěz v květnu 1991 s BAZ společně založili podnik Volkswagen Bratislava, s. r. o. Dvacetiprocentní podíl BAZ ve společné firmě později Volkswagen odkoupil a od roku 1999 působí firma pod názvem Volkswagen Slovakia, a. s. se 100% vlastnictvím koncernu Volkswagen..

## Produkce
Výroba automobilů začala v bratislavském závodě v roce 1992 modelem Volkswagen Passat Variant. Později zde byla vyráběna vozidla typových řad Volkswagen Golf, Volkswagen Polo, Seat Ibiza a Škoda Octavia. V roce 2002 zde začala výroba terénních modelů Volkswagen Touareg a karoserií pro Porsche Cayenne. V roku 2006 k nim přibylo Audi Q7. Vyráběn je zde i model Volkswagen Touareg Hybrid. V roce 2011 byla spuštěna výroba vozidel New Small Family - Volkswagen up!, Škoda Citigo a SEAT Mii. V roce 2013 začala výroba elektrického vozidla Volkswagen e-up!. Od roku 2017 jsou zde kompletně vyráběny vozy Porsche Cayenne (před tím pouze karoserie) a od roku 2018 vozy Audi Q8. V roce 2017 zde vzniklo 361 776 vozidel, v roce 2021 pak 308 990 kusů.
- Ke květnu 2022 tvořily paletu vyráběných vozů: Volkswagen up!, Volkswagen Touareg, Audi Q7, Audi Q8, Porsche Cayenne, Porsche Cayenne Coupé a Škoda Karoq.
- V lednu 2024 tvořily paletu vyráběných vozů: Volkswagen Touareg, Audi Q7, Audi Q8, Porsche Cayenne, Porsche Cayenne Coupé, Škoda Superb a Volkswagen Passat.

## Galerie

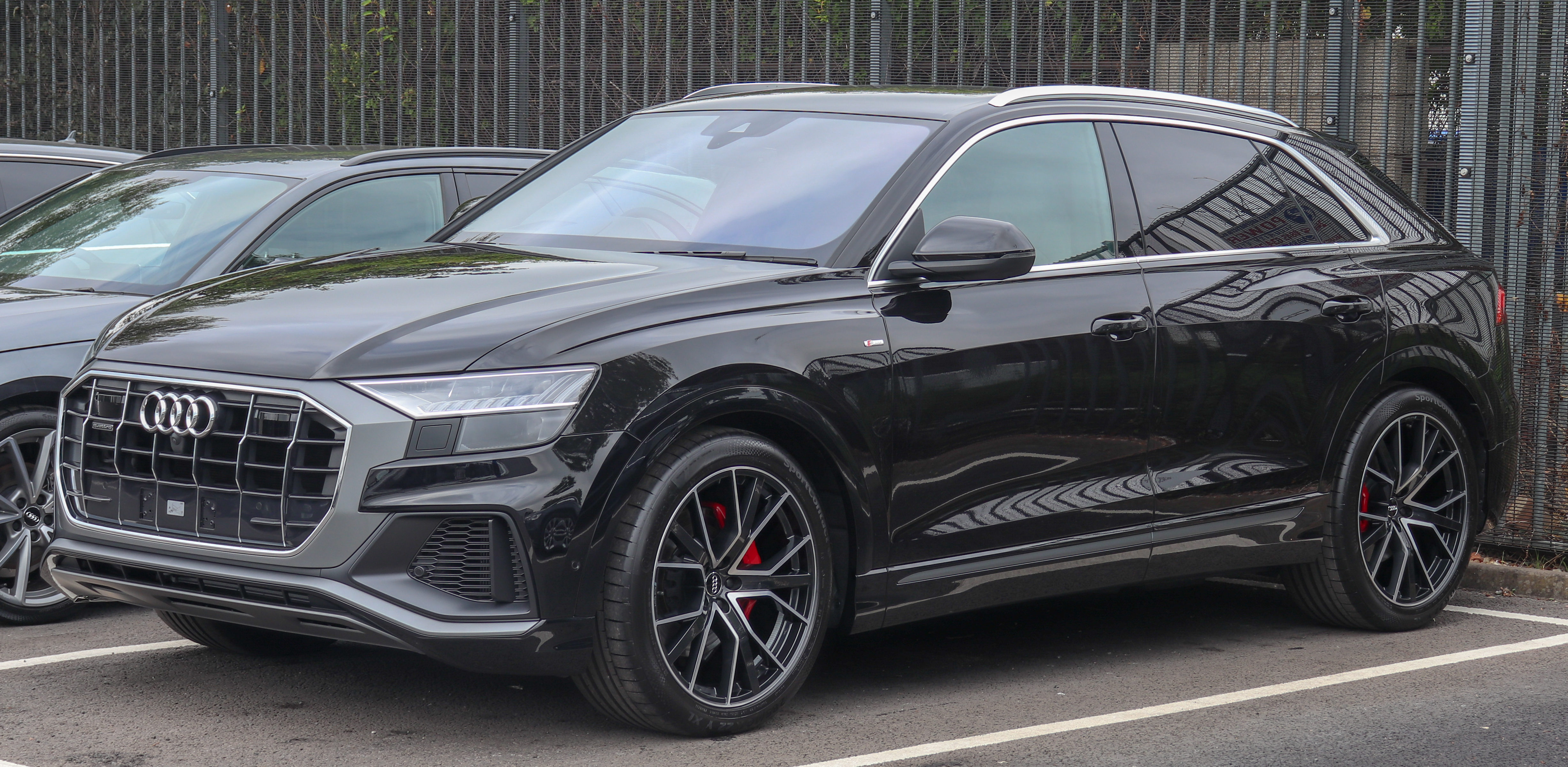
Audi Q8
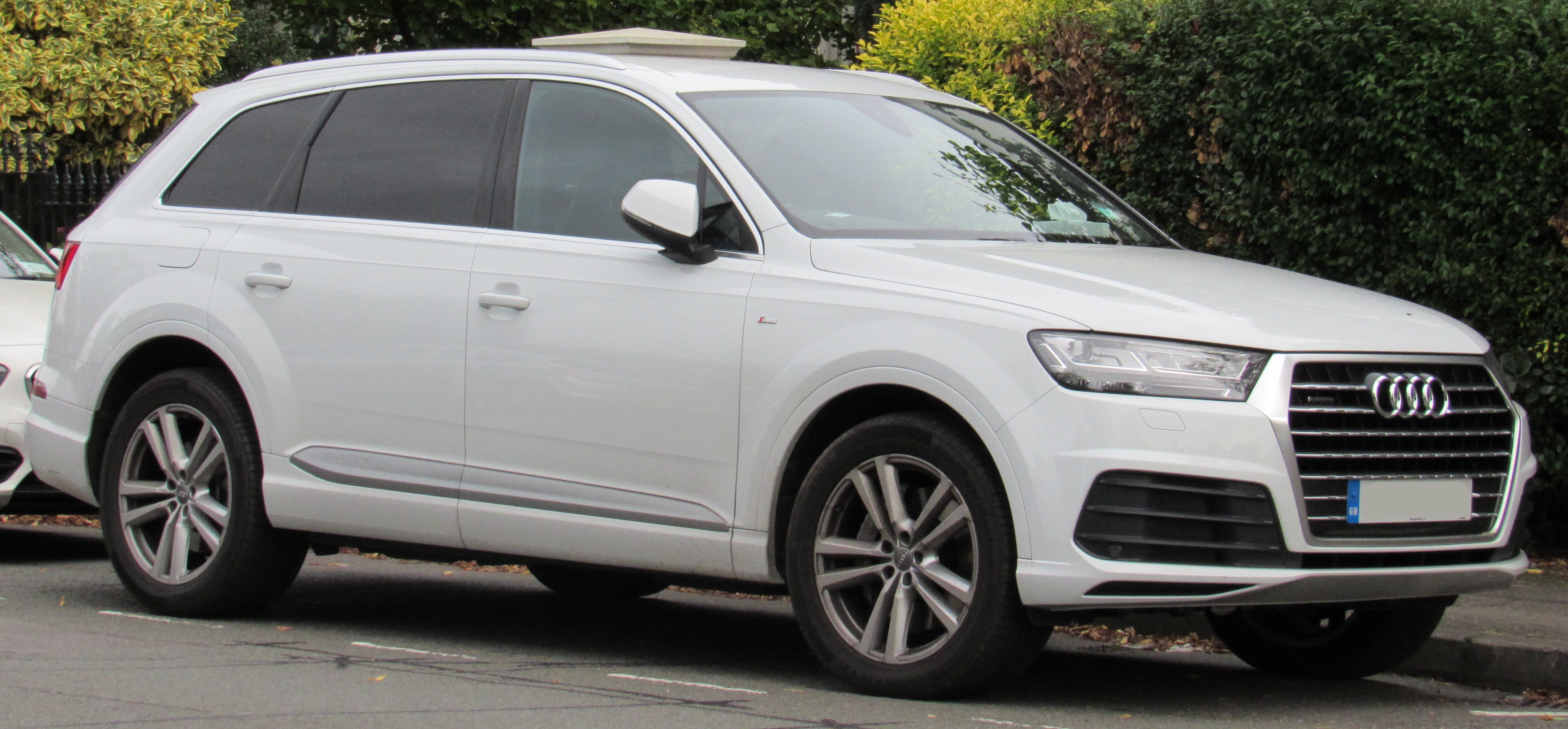
Audi Q7
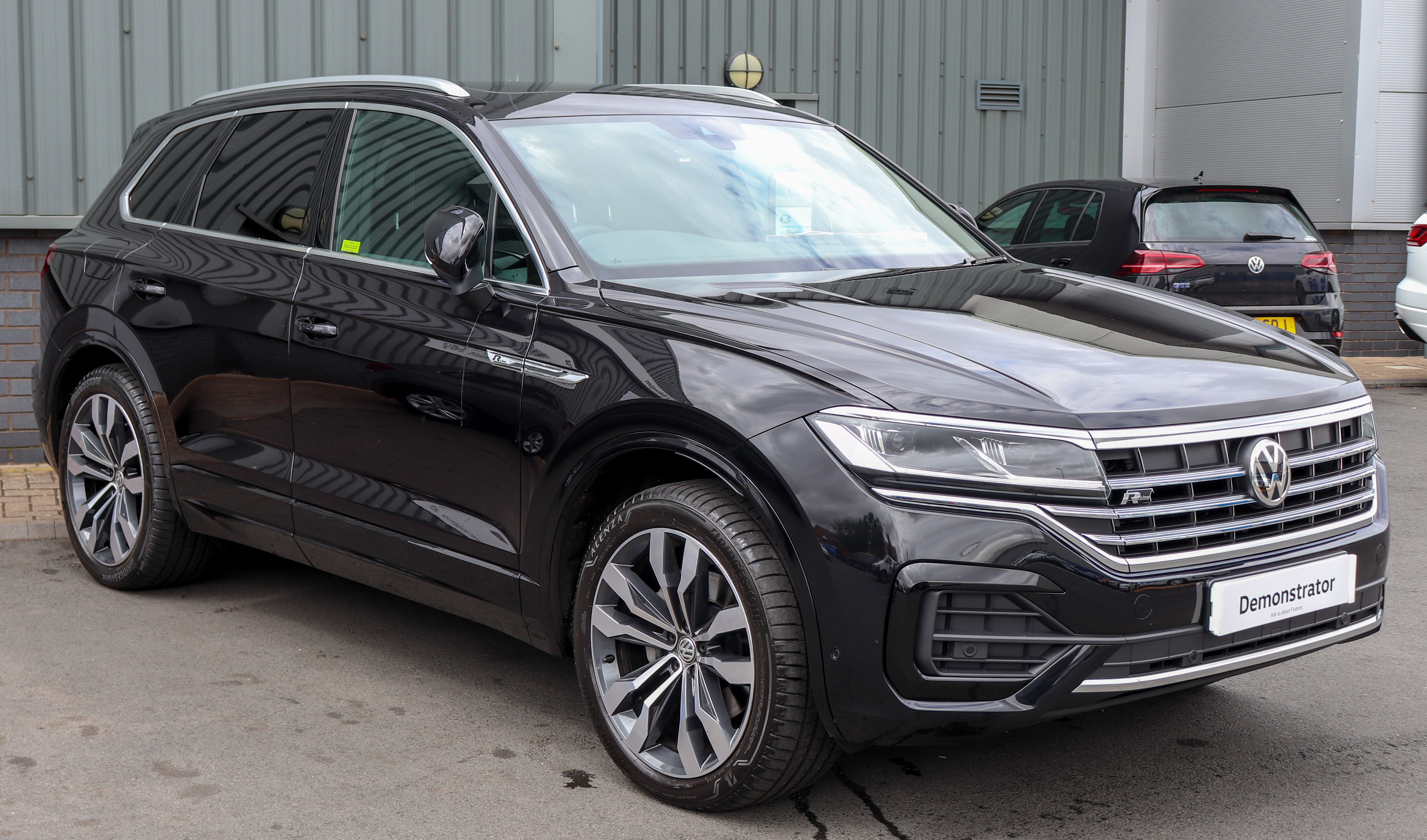
Volkswagen Touareg
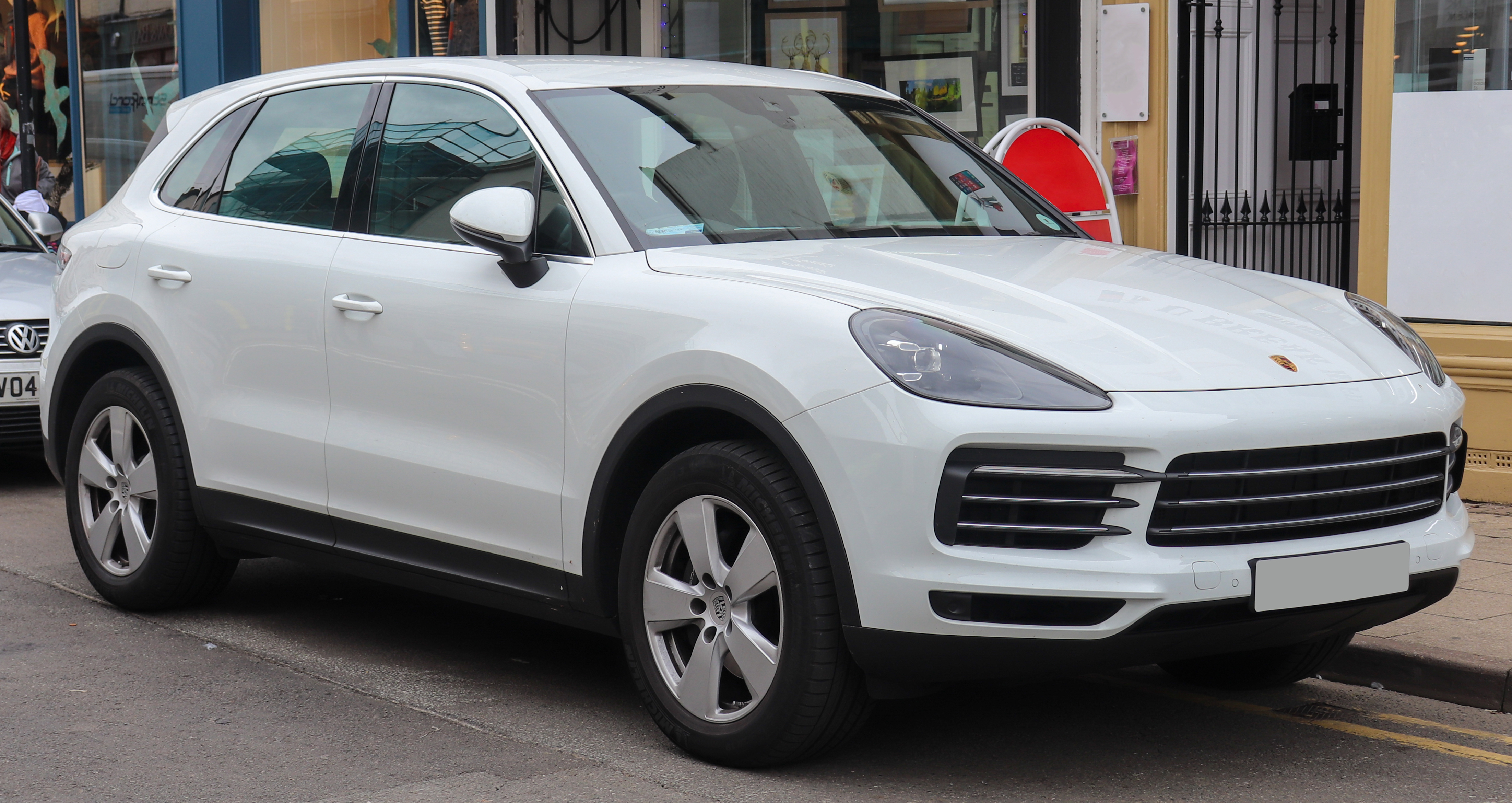
Porsche Cayenne